# Rohadt paradicsom
A Rohadt paradicsom (Splatty Tomato) a South Park című amerikai animációs sorozat 287. része (a 21. évad 10., évadzáró epizódja). Elsőként 2017. december 6-án sugározták az Egyesült Államokban a Comedy Central műsorán. Magyarországon szinkronosan 2017. december 14-én szintén a Comedy Central mutatta be.
Az epizód olyan dolgokat tárgyal, mint Donald Trump népszerűsége a fehér középosztálybeli amerikaiaknál, de parodizálja a "Stranger Things" című sorozatot és az "Az" című 2017-es filmet. Ebben a részben kerül lezárásra a Cartman és Heidi kapcsolatára fókuszáló sztoriszál, illetve jön össze PC igazgató és Erős Nő - ezekkel ábrázol olyan komoly jelenségeket, mint az áldozatiság megjátszása egy abuzív kapcsolatban illetve a munkahelyi szerelmi kapcsolatok. Az epizód címe egy utalás a "Rotten Tomatoes" nevű filmkritikus oldal értékelési rendszerére.
Ebben az epizódban jelenik meg először Fehér Bob és családja, akik a fehér amerikaiakat reprezentálják, és testesítik meg az általuk megélt diszkriminációt a különféle kisebbségekkel szemben.

## Cselekmény
Fehér Bobot és feleségét az éjszaka közepén a kislányuk riasztja, aki sírva mondja nekik, hogy itt járt Garrison elnök és el akarta őt kapni. Fehér Bob, aki a családjával együtt az elnök támogatója, ezt nonszensznek tartja, mert szerinte csak a liberális iskolában oktatják azt, hogy veszélyes. Garrison azonban csakugyan ott áll a ház előtt az esőben, és integet a kislánynak, azt kérdezve tőle, hogy hogy áll a népszerűsége. Eközben Kyle lesújtva ül a szobájában, hallgatva Toronto lebombázásának következményeit és Ike megvetését. Másnap Fehérék bemennek az iskolába és számonkérik az igazgatónál a liberális oktatási módszereiket - Fehér Bob arra panaszkodik, hogy bár réges-rég itt vannak, mindenkinek vannak gondjai, mégis, "Fehérekkel már senki nem foglalkozik". Később biciklizés közben Tweek is meglátja Garrisont egy "Tegyük újra naggyá Amerikát" feliratú léggömb mögött, ahogy a népszerűségéről faggatja. Mikor találkozik a többiekkel, ők is azt mondják, hogy látták az elnököt, és ez az egész Randy szerint pontosan olyan, mint a Stranger Things című sorozat, ami meg teljesen ugyanaz, mint az Az című film.
A legfrissebb hírek szerint az elnök "rohadó paradicsom népszerűsége" 3% alá esett, és így még a "Mogyorómeló 2" című filmnél is népszerűtlenebbé vált. Justin Trudeau követeli, hogy adják ki Garrisont, különben háborút indít az Egyesült Államok ellen. Ike is meghallja a felhívást, és elhatározza, hogy cselekszik. Indulását nem jelenti be senkinek, ezért eltűntként kezelik - Kyle elhatározza, hogy megmenti őt. Barátai úgy döntenek, hogy segítenek, csak Heidi szól be neki - Kyle megjegyzi, hogy neki sosem tetszene egy olyan lány, mint amilyenné Heidi vált.
A városlakók a polgármester segítségét kérik az elnök elfogásában, ami ellen csak Fehér Bob tiltakozik - a kritikákra azzal vág vissza, hogy Hillary Clinton se lett volna jobb. A keresést Bright vadőr folytatja, aki megkér mindenkit, hogy ne menjen az elnök közelébe senki, ne beszéljenek vele, és mivel ő az elnök, le sem lőhetik (erről még szatirikusan sem beszélhetnek, mert még velük is az történhet, mint Kathy Griffinnel). A városlakók megpróbálják úgy elüldözni Garrisont, hogy lezárják a kukákat, hogy ne tudjon miből enni. Fehér Bob ételt tesz ki, amiért a többiek számonkérik - attól félnek, hogy ha eteti az elnököt, az ittmarad, Kanada pedig lebombázza South Parkot. Ezalatt PC igazgató és Erős Nő egy romantikus ebédre mennek együtt, de Butterst is magukkal viszik, hogy az egészet annak álcázzák, mintha Butters nyert volna velük egy ebédet.
Miközben a gyerekek az erdőben keresik Ike-ot, a felnőttek azt hiszik, hogy Garrison mindegyiküket elkapta, ezért Bright vadőr csapdát állít neki: egy Fox News stúdiót tesznek ki az erdőben. Fehérék még időben figyelmeztetik, ezért nem dől be a cselnek. A gyerekek, keresésük során, előbb odaérnek a hídhoz, ahol Heidi ledobta a telefonját, majd a faházhoz, ahol Cartman cuccait összetörték, és az erdei úthoz, ahol Heidit elrabolta a boszorkány. Emiatt feltörnek az érzelmek és Cartman és Heidi összevesznek, Heidi pedig rájön, hogy Cartman mindvégig játszotta az áldozatot. A városlakók találnak egy sátrat az erdőben, amiről azt feltételezik, hogy Garrisoné - azonban igazából csak PC igazgató és Erős Nő szerelmeskednek benne. A gondolattól, hogy ők munkatársak és mégis lefeküdtek egymással, valamennyien elhányják magukat.
Stanék szembetalálkoznak Garrison elnökkel, akit Ike abban a pillanatban elfog és diadalittasan visz be a városba megkötözve. Fehér Bob azonnal fegyvert ránt, hogy megvédje az elnököt, de egy váratlan pillanatban Heidi megkaparintja a pisztolyt és Cartmanre fogja, dühödten a szemére vetve, hogy kontrollálta, manipulálta, és teljesen megváltoztatta őt. Heidi végül belátja, hogy igazából ő maga volt mindennek az oka, mert megszokta, hogy áldozat, és aki áldozatnak képzeli magát, az elhiszi, hogy jogosan bunkó. Szakít Cartmannel, aki erre dühödten reagál és a fejéhez fogja a pisztolyt, hogy lelövi magát. Heidi azonban többé nem dől be neki és közli vele, hogy ha akarja, akkor legyen áldozat. A kavarodásban Garrison megszökik, ami miatt mindenki kétségbeesik. Mikor Stan felteszi a kérdést, hogy Garrison elpusztíthatatlan, Randy csak annyit felel, hogy "ez már csak Fehéréken múlik".

## Érdekességek
Bright vadőr az epizódban megjegyzi, hogy még szatirikusan sem beszélhetnek az elnök lelövéséről, mert akkor még az történhet, mint Kathy Griffinnel. Kathy Griffin egy amerikai humorista, aki 2017-ben egy olyan fényképen pózolt, ahol egy Donald Trump fejét mintázó maszkot tartott a kezében, amely jól láthatóan véres volt (valójában ketchupos). Az eredetileg politikai szatírának szánt produkció óriási botrányt keltett, maga Donald Trump is reagált rá, de lemondták a már folyamatban lévő turnéját, szerződést bontottak vele, sőt eljárást indítottak ellene az amerikai elnök meggyilkolására szőtt merénylet vádjával, amit az Egyesült Államokban életfogytiglani szabadságvesztéssel büntetnek.

## Forráshivatkozások
1. ↑  Edsall, Thomas B.. „Opinion | Who Are the Angriest Republicans?”, The New York Times, 2016. március 30. (Hozzáférés: 2024. május 30.) (amerikai angol nyelvű)
2. ↑  Kathy Griffin on the Trump head photo: After death threats, cancellations and investigations, the comedian says she'd do it all again - CBS News (amerikai angol nyelven). www.cbsnews.com, 2019. március 24. (Hozzáférés: 2024. május 30.)

## Fordítás
- Ez a szócikk részben vagy egészben  a   Splatty Tomato című angol Wikipédia-szócikk ezen változatának fordításán alapul.  Az eredeti cikk szerkesztőit annak laptörténete sorolja fel. Ez a jelzés csupán a megfogalmazás eredetét és a szerzői jogokat jelzi, nem szolgál a cikkben szereplő információk forrásmegjelöléseként.